# Alair Ferreira
Alair Ferreira (Sacramento, 9 de novembro de 1920 — Brasília, 3 de setembro de 1987) foi um contador, industrial e político brasileiro que exerceu sete mandatos de deputado federal pelo Rio de Janeiro.

## Carreira política
Filho de Antonio Ferreira e Maria Abadia Ferreira. Radicado em Campos dos Goytacazes foi tesoureiro da Santa Casa, presidente da Fundação Cultural e Social, colaborador da imprensa local e aluno da Academia de Comércio onde obteve o título de contador.
Membro do PSD foi eleito suplente de deputado federal em 1962 sendo efetivado após a cassação de José Pedroso pelo Regime Militar de 1964 ingressando na ARENA partido do qual se tornaria presidente estadual com o passar dos anos e onde conseguiria outra suplência em 1966 sendo convocado esporadicamente até a morte de Miguel Couto Filho em 1969. Reeleito em 1970, 1974, 1978, 1982 e 1986 foi presidente estadual do PDS e como tal votou contra a Emenda Dante de Oliveira em 1984 e votou em Paulo Maluf no Colégio Eleitoral em 1985, o que não impediu seu ingresso no PFL tendo falecido de infarto no período de discussões sobre a elaboração da Constituição de 1988 pela Assembleia Nacional Constituinte sendo efetivado Nelson Sabrá.